# Troldsalen
Troldsalen ist ein Konzertsaal für Kammermusik, der für das Edvard-Grieg-Museum Troldhaugen im norwegischen Bergen erbaut wurde.
Er wurde am 25. Mai 1985 von König Olav V. eingeweiht. Vorher wurde in der Grieg’schen Villa Troldhaugen konzertiert, wobei die Zuschauer oft bis vor das Haus platziert wurden. Durch die Lärmentwicklung nach dem Neubau der Zubringerstraße N580 zum Flughafen Bergen ergab sich die Notwendigkeit einer neuen Spielstätte. Im Tal oberhalb Edvard Griegs Komponistenhütte dicht am Nordåsvannet wurde der geeignete Standort gefunden.  Jährlich werden bis zu dreihundert Konzerte gegeben, vor jeweils bis zweihundert Zuhörern.

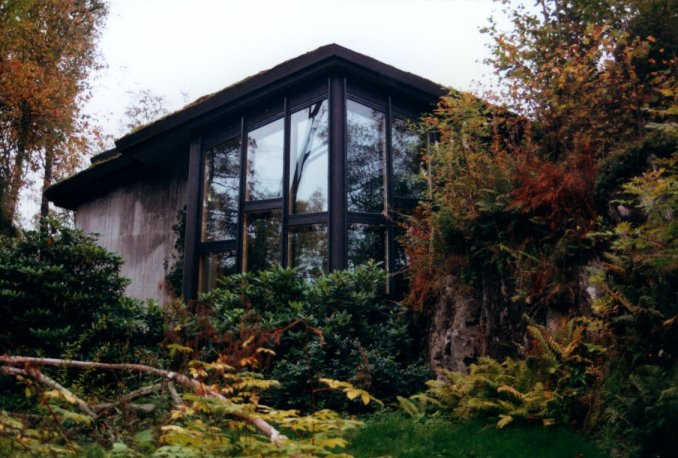
Troldsalen aus Richtung Komponisthytten
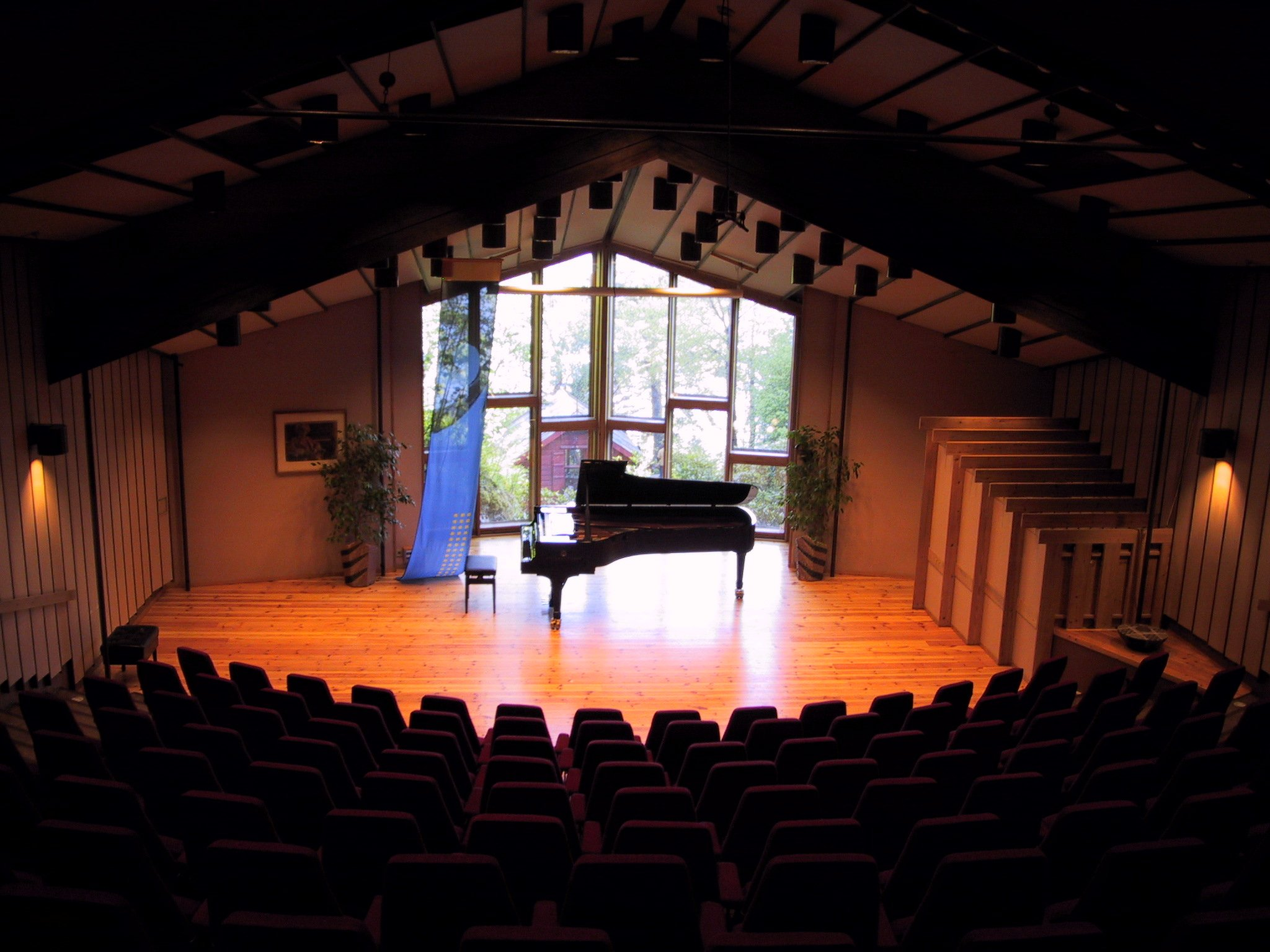
Podium mit Ausblick auf Griegs Werkstatt
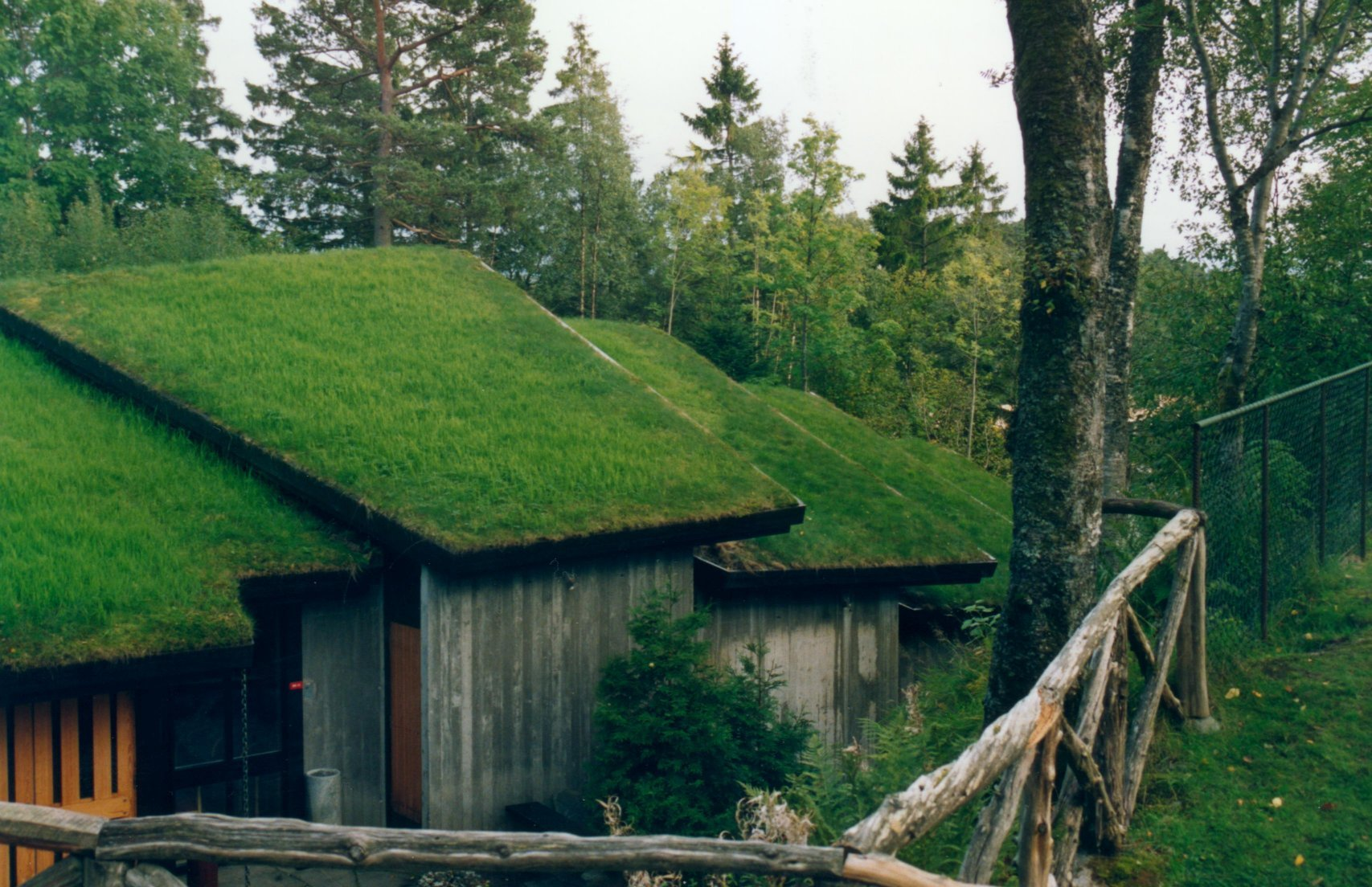
Blick von einer Brücke über das Trolddalen